# Mohr
Mohr je priimek v Sloveniji in tujini. Po podatkih Statističnega urada Republike Slovenije je na dan 1. januarja 2010 v Slovenjiji uporabljalo ta priimek 7 oseb.  

## Znani slovenski nosilci priimka
- Georg Mohr (*1965), šahovski velemojster in publicist

## Znani tuji nosilci priimka
- Arno Mohr (1910—2001), nemški slikar in grafik
- Bärbel Mohr (*1964), nemška pisateljica in svetovalka
- Bill Mohr (1909—1971), avstralski nogometaš
- Burkhard Mohr (*1959), nemški karikaturist, slikar in kipar
- Carl-Friedrich Mohr
- Charles Theodor Mohr (1824—1901), nemško-ameriški farmacevt in botanik
- Christopher Garrett Mohr (*1966), ameriški igralec ameriškega nogometa
- Christian Otto Mohr (1835—1918), nemški gradbeni inženir
- Eduard Mohr, nemški jadralec
- Eduard Mohr (1828—1876), nemški raziskovalec Afrike
- Erna Mohr (1894—1968), nemška zoologinja
- Ernst Mohr, nemški strojni inženir
- Ernst Max Mohr (1910—1989), nemški matematik
- Florian Mohr (*1984), nemški nogometaš
- Fritz Mohr (1924—2008), nemški politik
- Georg Mohr (1640—1697), danski matematik
- Gerald Mohr (1914—1968), ameriški igralec
- Gerhard Mohr (1901—1979), nemški glasbeni učitelj, skladatelj in aranžer
- Hal Mohr (1894—1974), ameriški filmski snemalec
- Hans Mohr (1930—2016), nemški biolog, rastlinski fiziolog
- Hans-Jürgen Mohr (*1938), nemški pravnik in menedžer
- Heidi Mohr (*1967), nemški nogometaš
- Hubert Mohr (1914—2011), nemški palotin in zgodovinar
- Jay Mohr (*1970), ameriški igralec in komik
- Jenna Mohr (*1987), nemška smučarska skakalka
- Johan Maurits Mohr (1716—1775), nizozemsko-nemški pastor, misijonar in astronom
- Johannes Mohr
- John P. Mohr (1910—1997), ameriški upravnik v FBI
- Jorgen Mohr (1640—1697), danski matematik
- Josef M. Mohr, češki astronom
- Joseph Mohr (1792—1848), avstrijski duhovnik in skladatelj
- Karl Friedrich Mohr (1806—1879), nemški farmacevt
- Kaspar Mohr (1575—1625), nemški prior
- Konrad Mohr (1921—2010), nemški pedagog, univerzitetni učitelj in politik
- Lina Rabea Mohr (*1985), nemška igralka
- Lawrence B. Mohr, ameriški pevec bluesa in folka iz dua Odetta & Larry
- Ludwig Mohr (1833—1900), nemški pesnik, zgodovinar in domoznanec
- Manfred Mohr (*1938), nemški pionir digitalne umetnosti
- Margit Mohr (*1949), nemška političarka
- Martin Mohr (1788—1865), nemški poslanec državnega zbora
- Max Mohr (1891—1937), nemški dramatik in pripovednik
- Øssur Mohr (*1961), ferski slikar
- Philipp Mohr (*1972), nemški arhitekt in industrijski oblikovalec
- Reinhard Mohr (*1955), nemški novinar in pisatelj
- Rita Mohr-Lüllmann (*1957), nemška političarka
- Robert Mohr (1897—1977), nemški uradnik Gestapa
- Robert Mohr (1909—1989), nemški sodelavec RSHA
- Rolf Mohr
- Stefan Mohr (*1967), nemški šahovski velemojster
- Stephanie Mohr (*1972), avstrijska gledališka režiserka
- Thomas Mohr (*1961), nemški operni in koncertni pevec (tenor)
- Walter Mohr
- Wilhelm Mohr (1838—1888), nemški novinar
- Wilhelm Mohr (1885—1969), nemški politik

Mohr je tudi družinski vzdevek nemškega ekonomista in filozofa Karla Marxa. 

## Opomba
1. ↑  Vir: Razgovori z [Marxom in Engelsom], Republiška konferenca ZSMS: Univerzitetna konferenca ZSMS, Ljubljana 1982